# Nijō (empereur)
Pour les articles homonymes, voir Nijō.
L'empereur Nijō (二条天皇, Nijō Tennō, 31 juillet 1143 – 5 septembre 1165) est le 78e empereur du Japon, selon l'ordre traditionnel de la succession. Il règne nominalement du 5 septembre 1158 au 3 août 1165, le pouvoir étant dans les faits exercé par son père, l'empereur retiré Go-Shirakawa. Son nom personnel était prince Morihito (守仁) et son impératrice consort la princesse Yoshiko (Nijō).

## Biographie
Au début de l'année 1160, Minamoto no Yoshitomo et Fujiwara no Nobuyori tentent un coup d'État appelé rébellion de Heiji, et enlèvent Nijō et son père. Taira no Kiyomori intervient alors, et fait évader Nijō, déguisé en femme, puis Go-Shirakawa, avant de se débarrasser des Minamoto.

## Généalogie
Nijō était le fils de l'empereur Go-Shirakawa et de Fujiwara no Ishi ; il fut adopté par Fujiwara no Tokushi (Bifukumon-In).

### Impératrices et consorts
- Princesse impériale Shushi ° 1141, appelée d’abord Jushi ; fille de l’empereur Toba ; créée princesse impériale le 27 IX 1154 sous le nom de Shushi; adoptée par Bifukumon-In ; entrée au palais 27 mars 1156 ; + 1176; impératrice (chugu) de l'empereur Nijo 12 III 1159 ; nonne Jissokaku 20 IX 1160 ; titrée Takamatsu-In 20 II 1162 ; + 20 VII 1176

- Fujiwara no Ikushi ° 1146, fille de Fujiwara no Tadamichi et d’une fille de Minamoto no Akitoshi, peut-être appelée Shunshi (Toshiko) ; adoptée par son demi-frère Fujiwara no Motozane ; entrée au palais 4 I 1162 ; épouse impériale (nyogo) 14 I 1162 ; impératrice (chugu) 6 III 1162 et (kogo) 6 III 1172); nonne 10 IX 1168 ; + 23 IX 1173

- Fille de Nakawara no Moromoto, surnommée Horikawa no Tsubone, dame d’honneur (nyobo) ; mère de :
  - Princesse Zenshi (Yoshiko) ° 1159 ; princesse impériale 10 XI 1169 ; princesse vestale de Kamo 1169-1171 ; + 6 IV 1171

- Fille de Minamoto no Mitsunari, mère de
  - Prince Son-E, ° 11 VIII 1164 ; adopté par Takamatsu-In ; entre en religion 13 IV 1174 ; + 22 V 1192

- Fille de Fujiwara no Saneyoshi (on la dit aussi fille de Iki no Muneto ou de Iki no Kanemori), mère de
  - second fils : empereur Rokujō

- Une sœur de la dame Kamu ni Kimi, mère de
  - Prince Shin-E, ° 1164/1165 ; entré en religion 29 V 1176

## Ères de son règne
- Ère Hōgen
- Ère Heiji
- Ère Eiryaku
- Ère Ōhō
- Ère Chōkan